# Пуенте-Хеніль – Малага – Естепона
Пуенте-Хеніль – Малага – Естепона – газопровід на півдні Іспанії.
Трубопровід бере початок у Пуенте-Хеніль на трасі газопроводу Таріфа – Кордова, після чого перетинає Андалузійські гори та живить ряд прибережних районів на їх південь від них. Він складається із двох основних відтинків:
- запущеної в 2001-му ділянки Пуенте-Хеніль – Малага, що виконана в діаметрі 500 мм і з урахуванням коротких відгалужень має загальну довжину 111 кілометрів;
- введеної в 2002-му ділянки до Естепони, що відгалужується від попередньої незавдого до Малаги, виконана в діаметрах 400 мм та 250 мм і має загальну довжину 81 кілометр.
Робочий тиск газопроводу 8 МПа.
Великим споживачем протранспортованого по системі блакитного палива є ТЕС Кампанільяс.